# Паракас (культура)

Распространение культуры паракас на карте Перу

Культура Пара́кас — археологическая культура на побережье Перу, существовавшая в период примерно с 750 по 100 год до н. э. Носители культуры Паракас владели искусством ирригации и мелиорации.
Культура существовала на полуострове Паракас, согласно современному административному делению — в долинах Ика и Рио-Гранде-де-Наска.

## Название
Слово paracas с языка кечуа переводится как «дождь из песка» (para — дождь, aco — песок). Так жители образно описали грибовидный полуостров Паракас.

## Ремёсла

### Ткани
Во времена культуры Паракас уже существовал довольно развитый тип ручного ткацкого станка. Ткачество достигло высокого уровня, как нигде в мире на тот период. Европейцы ещё застали ткани из хлопка и шерсти, которые своей эластичностью, гладкостью, лёгкостью и шелковистостью превосходили самые дорогие сорта шёлка. Особой красотой отличались одежды из пуха летучих мышей для Сапа Инки. По сей день ткани поражают не только орнаментом, но стойкостью ярких красок. Изображения не отпечатывались на ткани, но вплетались узором. Сюжеты содержат рисуночное «повествование» о каких-то событиях из жизни общества или же сюжеты из мифологии. На паракасских тканях превалирует все же морская тематика: рыбы, часто змеевидные, иногда рыбовидные змеи, осьминоги, крабы.

Ткани культуры Паракас
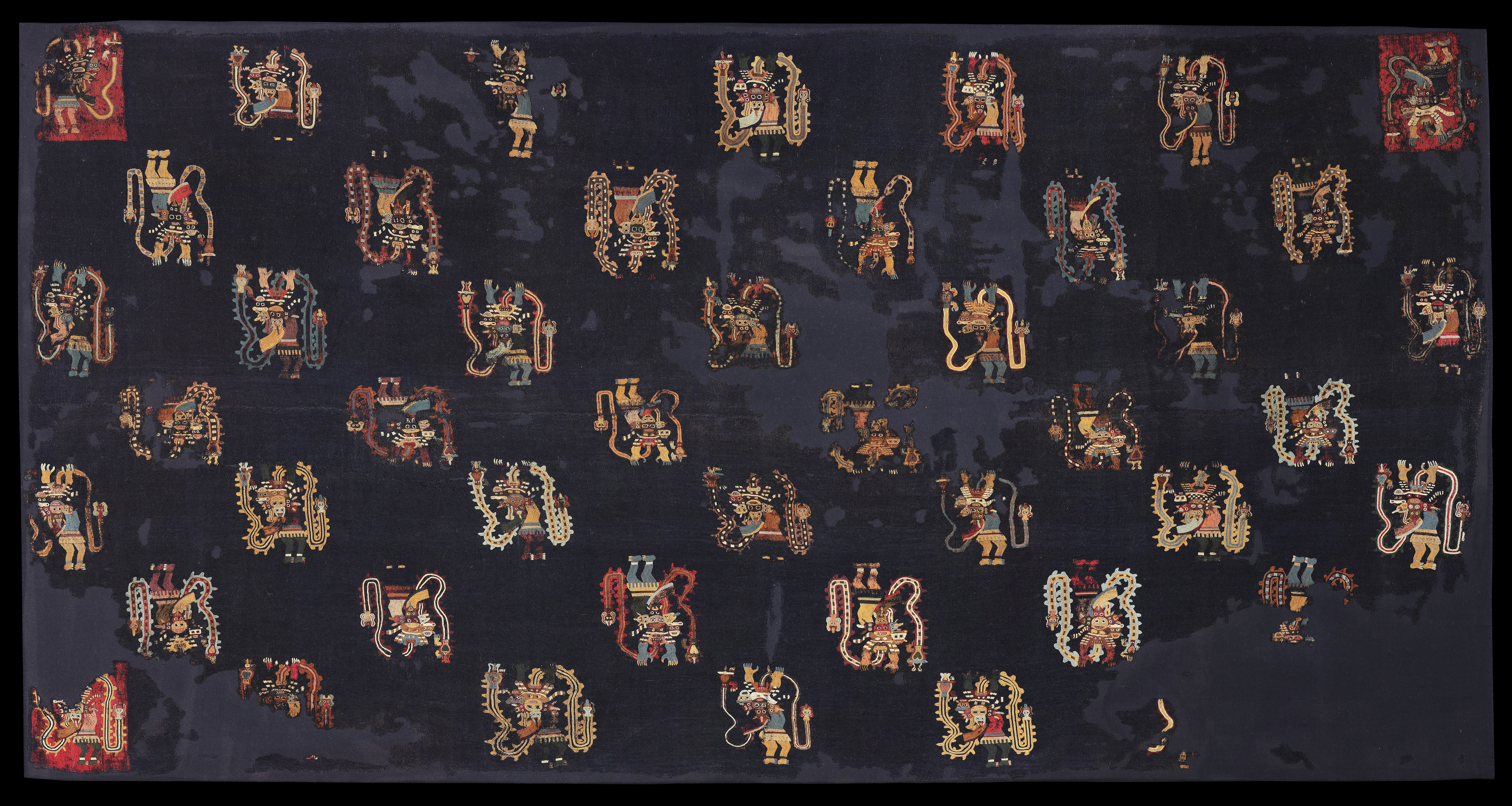
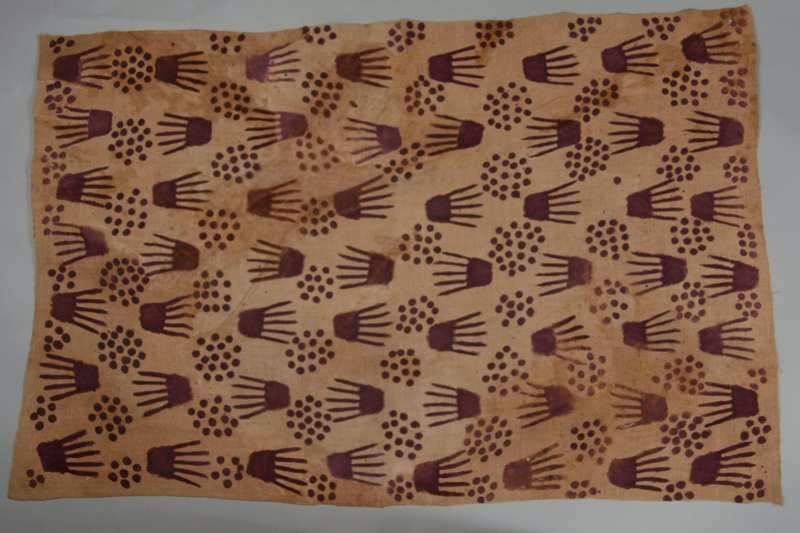
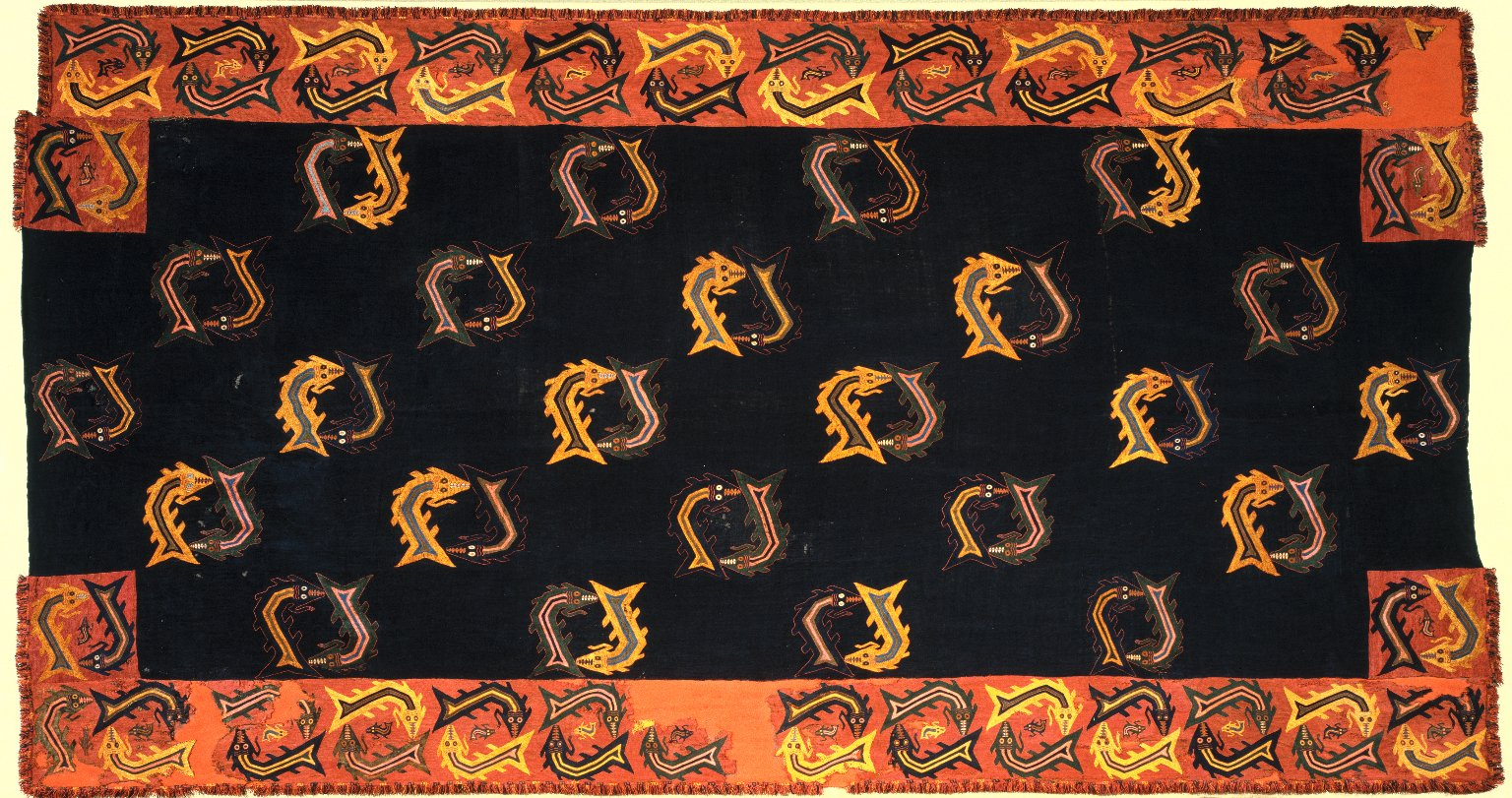
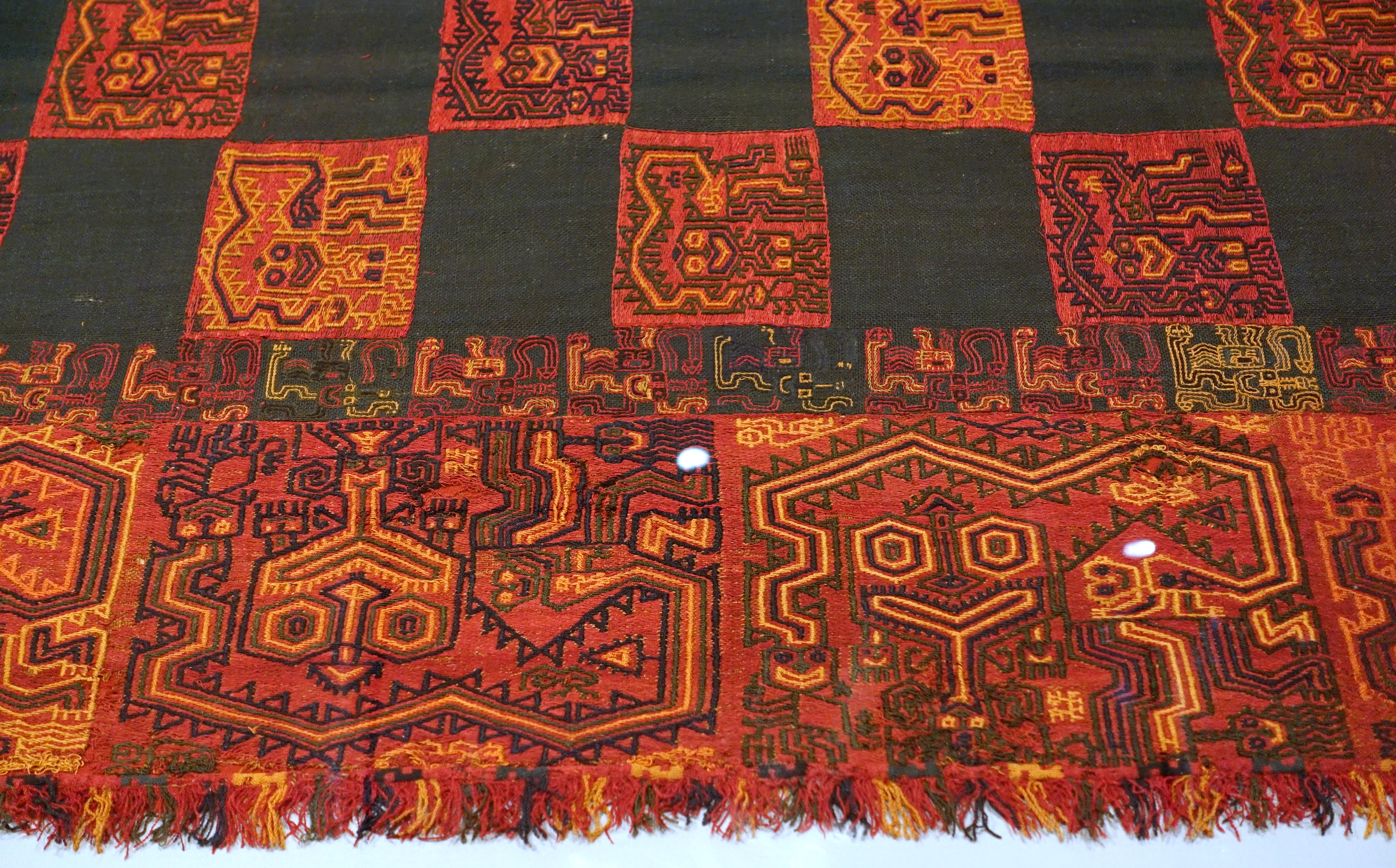

### Деформация черепов
Высокоразвитое искусство хирургии позволяло с помощью инструментов, выточенных из камня и бронзы проводить различные операции и трепанацию черепа.

Найденные захоронения свидетельствуют о том, что люди Паракаса обладали уникальным умением деформации человеческих черепов. При рождении на голову накладывались специальные бандажи и шины, которые с течением времени придавали черепу вытянутую форму. Это делалось для видоизменения внешности с целью выделения по религиозному признаку. Особые мастера владели секретами, как изменить форму черепа, не повредив мозг.

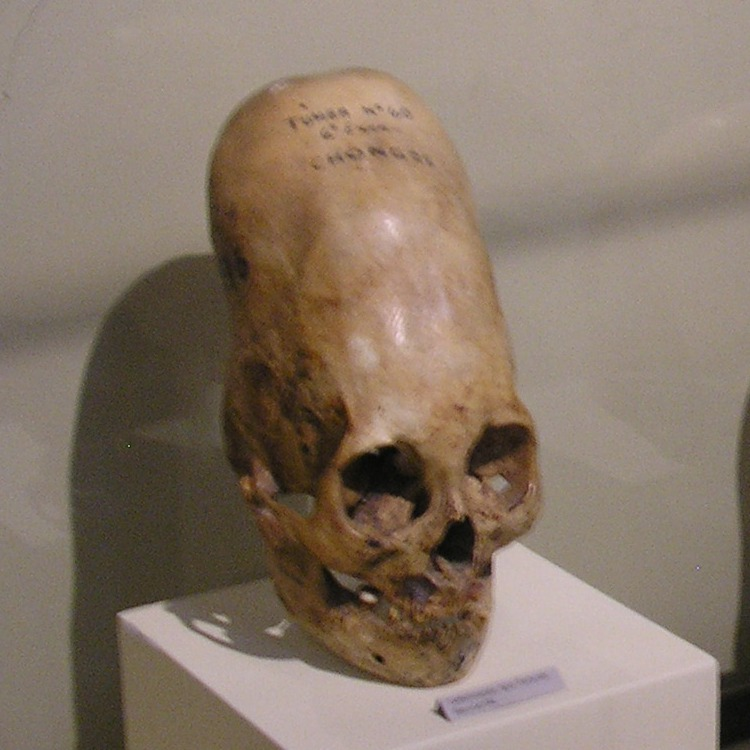
Деформированные черепа из музея Паракаса, Ика
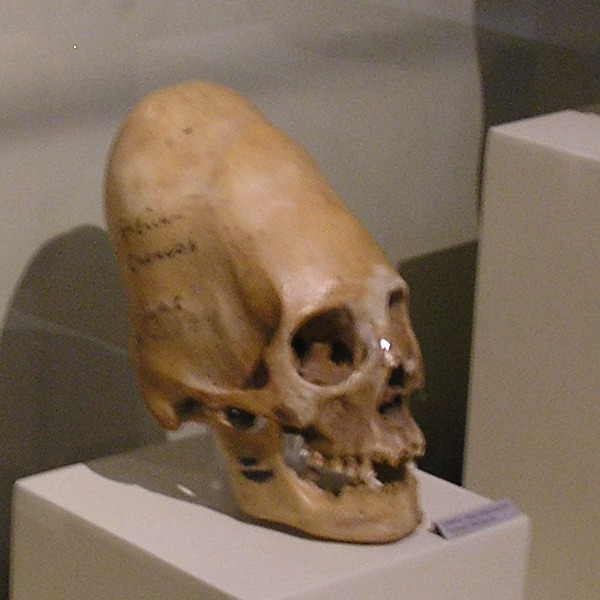
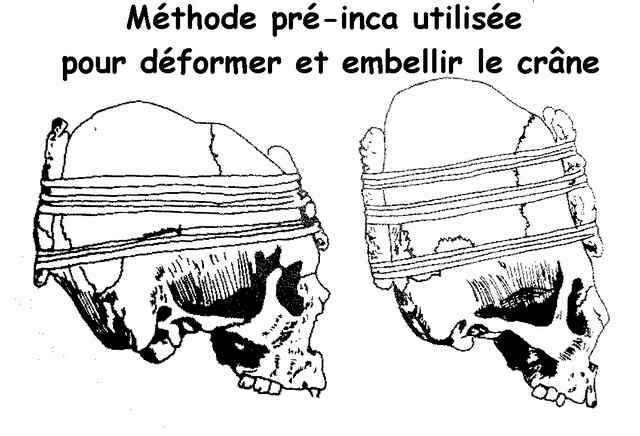
Метод деформации черепа, применяемый в культуре Паракас и Инков
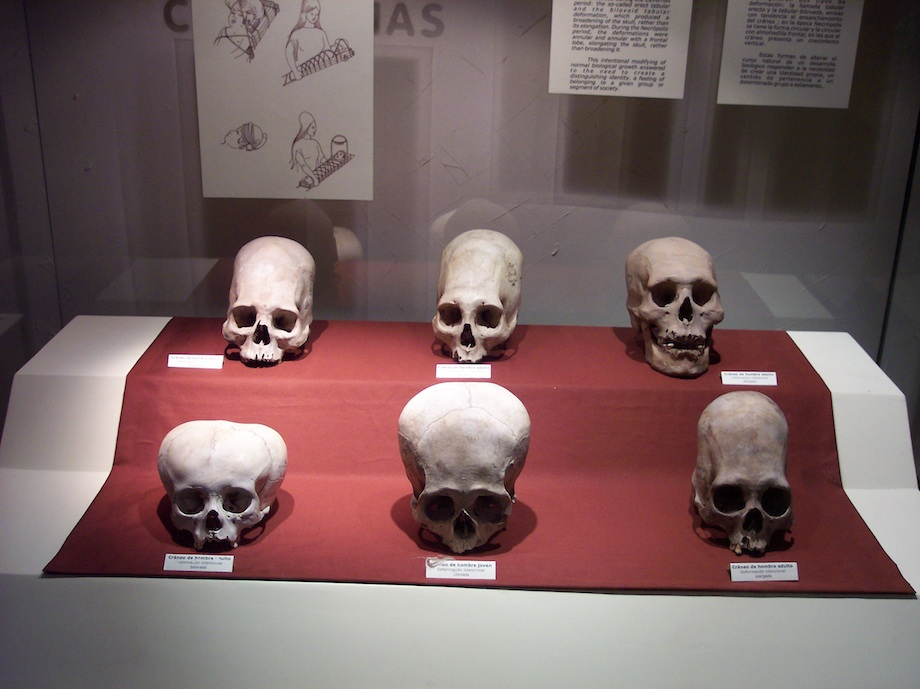
В музее Museo Nacional de Arqueología, Antropología e Historia del Perú, Лима